# Adaincourt
Adaincourt (Duits: Adinghofen)  is een gemeente in het Franse departement Moselle (regio Grand Est) en telt 117 inwoners (2009). De plaats maakt deel uit van het arrondissement Forbach-Boulay-Moselle.

## Geografie
De oppervlakte van Adaincourt bedraagt 3,4 km², de bevolkingsdichtheid is dus 34,4 inwoners per km².
De onderstaande kaart toont de ligging van Adaincourt met de belangrijkste infrastructuur en aangrenzende gemeenten.

## Demografie
Onderstaande figuur toont het verloop van het inwonertal (bron: INSEE-tellingen).